# Алесија Кара
Алесија Карачиоло (енгл. Alessia Caracciolo; 11. јул 1996), познатија као Алесија Кара (енгл. Alessia Cara), канадска је певачица и ауторка песама.
Године 2018. је добила Греми за најбољег новог извођача.

## Детињство
Рођена је у Мисисоги, а одрасла у Брамптону где је завршила средњу школу. Као мала је писала поезију и глумила у позоришту. Са 10 година је почела да свира гитару и пева, а касније је на свом Јутјуб каналу качила своје прераде разних песама.

## Каријера
Први сингл који је објавила, Here, стекао је велику популарност, након што је потписала уговор са дискографском кућом EP Entertainment. Касније је објавила Wild Things, а песма којом се пробила на међународну сцену је Scars to Your Beautiful која се нашла на 8. месту Билборд хот 100 листе. Дана 13. новембра 2015. је објављен албум Know-It-All који садржи поменуте три песме. Њен други студијски албум The Pains of Growing објављен је 30. новембра 2018. године и садржи три сингла.

## Приватни живот
Родитељи Алесије Каре су пореклом из Италије.

## Дискографија
- Know-It-All (2015)
- The Pains of Growing (2018)
- In the Meantime (2021)
- Love & Hyperbole (2025)